# Ewl Guennoc
Ewl Guennoc, née le 15 mai 2001 à Brest, est une joueuse de basket-ball française qui évolue au poste de meneuse (poste 1).

## Biographie
Fille de l'ancienne joueuse finistérienne de basket, Roxanne Guennoc, Ewl choisit d'intégrer en 2016, l'équipe de l'USO Mondeville. À l'origine formée par sa mère, dans le club breton Gouesnou basket de 2006 à 2016, elle s'est tout d'abord affirmée en N2 avec l'équipe espoir de Mondeville, puis a réussi à se faire une place dans l'effectif grâce à la blessure de sa coéquipière, Lisa Berkani. Son entraîneur, Romain L'Hermitte, dit même : « C'est une joueuse de Ligue féminine. Désormais, je ne peux plus dire qu'on joue sans meneuse. Ewl en est une, elle est bluffante. » Son entrée en Ligue féminine a été remarquable car elle a remporté un de ses premiers matchs face à Céline Dumerc.
Parallèlement, elle a aussi été présélectionnée en équipe de France U16. Elle a poursuivi sa sélection française U17, en participant au titre de vice-championne du monde, à la Coupe du monde 2018 avec des statistiques personnels de 4,3 points, 3,3 rebonds et 2 passes décisives par match.
Elle a également remporté la coupe de France U18.
Elle joue en LFB en équipe première en 2018-2019 à l'USO Mondeville où elle apprend auprès de joueuses d'expérience comme Shona Thorburn, Kimberley Gaucher-Smith ou encore Kristen Mann. Elle a choisi de jouer sous le no 29 car il représente son département d'origine Finistère.
Pour son entraîneur, Ewl progresse beaucoup : « Aujourd’hui, Ewl a vraiment rempli son rôle. Depuis décembre, elle monte en puissance ».
Mondeville relégué en Ligue 2, elle y reste pour la saison 2019-2020 (7,5 points, 36,6% de réussite aux tirs ave 37,8% à 2-points, et 35,3% à 3-points, 2,8 rebonds et 2,6 passes décisives pour une évaluation moyenne de 7,6 en 26 minutes de jeu) et prolonge pour une saison supplémentaire.
Après cinq ans en Normandie, elle signe pour la saison 2021/2022 aux Flammes Carolo en LFB. Bénéficiant d'un faible temps de jeu derrière Amel Bouderra et Lisa Berkani, elle quitte les Ardennes après trois rencontres et rejoint Charnay en prêt. Charnay relégué, elle signe en Ligue 2 pour 2022-2023 avec ancien club de Mondeville.
Le nouvel entraîneur de l'USO Mondeville, Morgan Debrosse, décide de ne pas la conserver dans son effectif pour la saison 2023-2024 et elle rejoint Toulouse Métropole Basket.
Prometteuse à Mondeville en 2020-2021 (9,7 points, 3,6 rebonds et 3,6 passes décisives), puis peu utilisée à Charleville-Mézières elle est prêtée à Charnay. Elle ne passe ensuite qu'une seule saison à Mondeville. En raison de la maternité de Pauline Lithard, elle est engagée à la fin de l'été par Saint-Amand, après une saison avec Toulouse (2,7 points à 28%, 2,2 rebonds et 2,6 passes décisives).

## Palmarès
- Médaille d'argent Championnat du monde U17 en 2018
- Médaille d'or Coupe de France U18 en 2018
- Médaille d'or Championnat de France U18 en 2019
- Médaille d'or Coupe de France U18 en 2019
- Médaille de bronze au Championnat d'Europe U18 2019[14]